# Eulithidium pterocladicum
Eulithidium pterocladicum är en snäckart som först beskrevs av Robertson 1958.  Eulithidium pterocladicum ingår i släktet Eulithidium och familjen turbinsnäckor. Inga underarter finns listade i Catalogue of Life.